# Manoir de la Rigaudière
Ne doit pas être confondu avec le château de la Rigaudière (en Charente-Maritime).
Le manoir de la Rigaudière est une ancienne maison forte des XVe et XVIe siècles situé à Jassans-Riottier, en France.

## Localisation
Le manoir de la Rigaudière est situé sur la commune de Jassans-Riottier dans le département de l'Ain en région Auvergne-Rhône-Alpes.

## Histoire
Le fief avec maison forte à Riottier est, à la fin du XVIe siècle et au commencement du XVIIe siècle, la possession de Martin de Couvet, baron de Montribloud, mort en 1617. Après lui, il passe à Martin II de Couvet, baron de Saint-Olive, son deuxième fils, puis à Jean de Couvet, son fils aîné, père de Nicolas de Couvet, mort en 1652. Antoine de Couvet, fils de Nicolas, le transmet à Jean-Baptiste de Couvet, père d'un autre Jean-Baptiste. Des de Couvet, la Rigaudière passe à la famille Hubert de Saint-Didier, qui en reprend le fief en 1777.
Le manoir fait l’objet d’une inscription au titre des monuments historiques par arrêté du 14 mars 1996.